# Masacrul de la Jallianwala Bagh

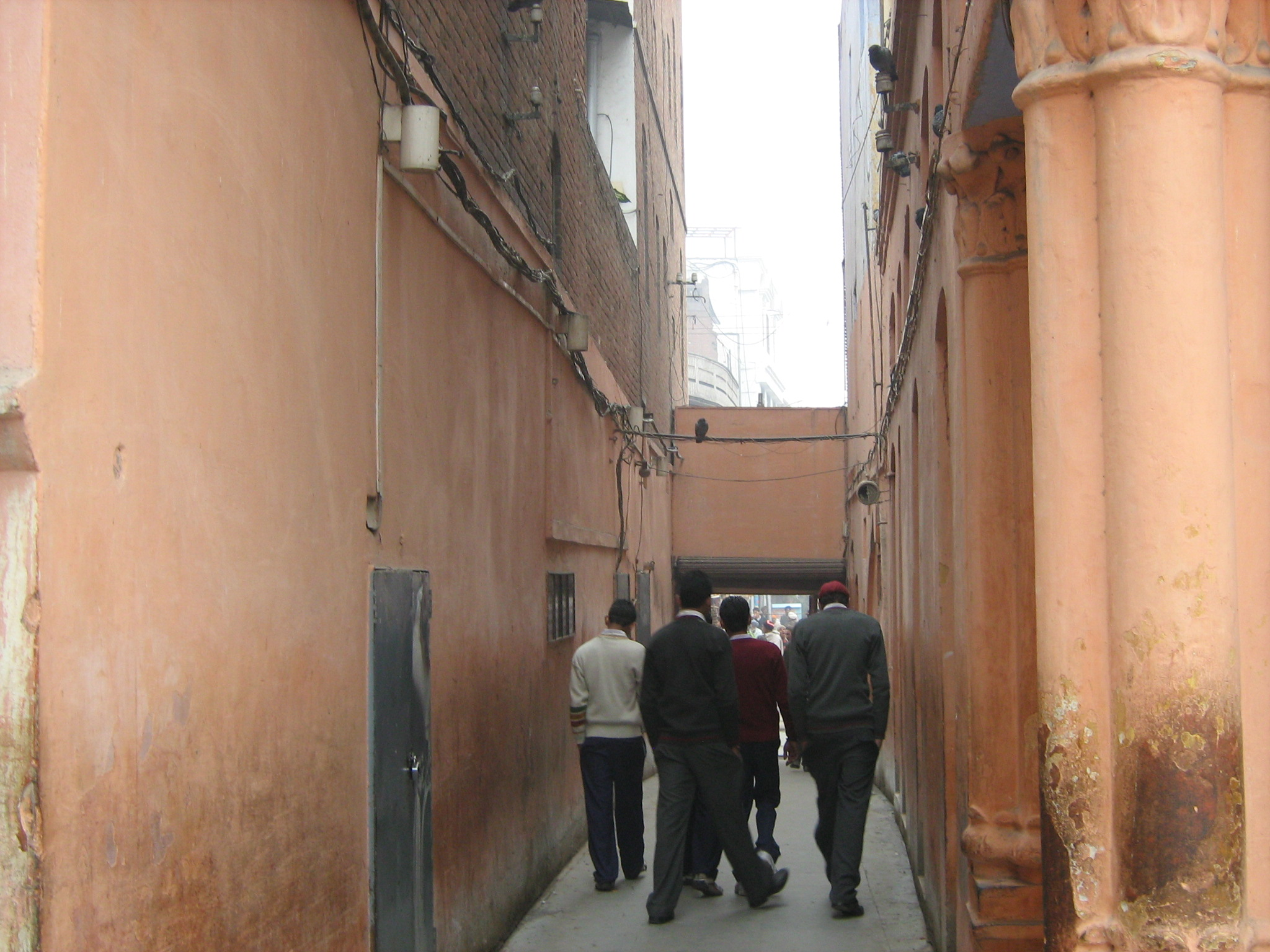
Pasaj îngust în grădinile Jalianwala Bagh prin care s-a tras

Masacrul de la Jallianwala Bagh (în punjabă ਜਲ੍ਹਿਆਂਵਾਲਾ ਬਾਗ਼ ਹਤਿਆਕਾਂਡ, hindi जलियांवाला बाग़ हत्याकांड جليانوالہ باغ ہتياکانڈ, Jallianwala Bāġa Hatyākāṇḍ), denumit și masacrul de la Amritsar, își trage numele de la grădina Jallianwala Bagh din orașul Amritsar din nordul Indiei unde, la 13 aprilie 1919 (în timpul fesivalului punjab Baisakhi) cincizeci de soldați ai Armatei Britanice a Indiei, sub comanda generalului Reginald Dyer, au deschis focul fără avertisment asupra unui grup neînarmat de civili. Focurile de armă au durat 10–15 minute, până aproape de epuizarea muniției. Dyer le-a ordonat soldaților să reîncarce armele de câteva ori și li s-a cerut să ucidă oamenii, nu doar să-i rănească sau să-i sperie. Sursele oficiale ale Rajului Britanic au estimat numărul de morți la 379, iar pe cel de răniți la 1.100. Chirurgul civil dr. Smith a indicat că au fost 1.526 de victime. Numărul victimelor citat, însă, de Congresul Național Indian a fost de peste 1.500, dintre care circa 1.000 de morți.

## Context

### India în timpul Primului Război Mondial
În Primul Război Mondial, la început, Regatul Unit al Marii Britanii și al Irlandei s-a bucurat în general de loialitatea și de susținerea liderilor politici din India, în ciuda unor temeri inițiale de apariția unor revolte pe durata angajării soldaților pe teatrul de război european. India Britanică a contribuit la efortul britanic de război cu oameni și resurse. Circa 1,3 milioane de soldați și muncitori indieni au servit Imperiul Britanic în Europa, Africa și în Orientul Mijlociu, în timp ce administrația și prinții indieni au trimis cantități mari de hrană, bani și muniție. Bengalul și Punjabul au rămas, însă, centre ale activității anticoloniale. Atacurile revoluționare din Bengal, din ce în ce mai strâns legate de agitația din Punjab, aproape au paralizat administrația regională. De la începutul războiului, diaspora indiană, în principal cea din Statele Unite, Canada și Germania, în frunte cu Comitetul Berlin și cu Partidul Ghadar, au încercat să declanșeze în India insurecții pe linia revoltei din 1857 cu ajutorul republicanilor irlandezi, al germanilor și turcilor într-o conspirație cunoscută sub numele de conspirația indo-germană Această conspirație a încercat să obțină susținerea Afganistanului împotriva Indiei Britanice. Au avut loc mai multe tentative nereușite de revoltă, dintre care cele mai remarcabile au fost revolta din februarie și cea din Singapore. Mișcarea a fost suprimată printr-o operațiune internațională masivă de contrainformații și prin legi draconice, ce au durat zece ani.

### După război
După Primul Război Mondial, numărul victimelor războiului, inflația masivă combinată cu impozitele mari, o epidemie de gripă și cu perturbarea comerțului în timpul războiului au dus la escaladarea dificultăților cu care se confruntau indienii. În India, multă vreme „nestemata coroanei” Imperiului Britanic, indienii își doreau independența, după contribuția semnificativă la efortul de război în termeni de bani și oameni. Peste 43.000 de soldați indieni muriseră luptând pentru Regatul Unit.
Soldații indieni au adus arme în India cu scopul de a răsturna dominația britanică. Mișcarea naționalistă indiană antebelică revitalizată sub forma mai multor grupări moderate sau extremiste reunite în cadrul Congresului Național Indian și-au depășit neînțelegerile pentru a sta într-un unic front unit. În 1916, Congresul a reușit să formeze Pactul Lucknow, o alianță temporară cu Liga Musulmanilor.

## Preludiul
Evenimentele ce au urmat adoptării legii Rowlatt din 1919 au fost și ele influențate de evenimentele legate de conspirația Ghadar. La acea vreme, soldații Armatei Britanice Indiene se întorceau de pe câmpurile de bătălie din Europa și Mesopotamia într-o Indie aflată în criză economică. Tentativele de revoltă din 1915 și procesele conspirației Lahore erau încă în atenția opiniei publice. Revoluția Rusă își făcea și ea efectul asupra Indiei. În această perioadă, Mahatma Gandhi, până atunci relativ necunoscut pe scena politică indiană, a devenit un lider proeminent.
În 1919, a izbucnit al Treilea Război Anglo-Afghan în urma asasinării emirului Habibullah Han și a urcării pe tron a lui Amanullah Han. În India, apelul lui Gandhi pentru proteste împotriva legii Rowlatt s-a bucurat de un răspuns fără precedent, exprimat prin revolte și proteste violente. Situația s-a deteriorat rapid, mai ales în Punjab, unde sistemele feroviare și de comunicații au fost grav perturbate. Mișcarea a atins maximul înainte de sfârșitul primei săptămâni din aprilie.
În Amritsar, peste 5.000 de oameni s-au adunat la Jallianwala Bagh. Situația s-a deteriorat vizibil în următoarele zile. Michael O'Dwyer era de părere că acestea sunt semnele unei conspirații pentru o revoltă coordonată ce ar fi urmat să se declanșeze în mai, similară revoltei din 1857, într-o perioadă când soldații britanici sunt retrași în zonele deluroase pe perioada verii. Masacrul de la Amritsar, precum și alte evenimente din preajma lui, nu au fost un eveniment izolat, ci au făcut parte dintr-un răspuns al administrației la posibilitatea unei astfel de conspirații.
Un protest a avut loc la 10 aprilie 1919, la reședința vicecomisarului din Amritsar, un oraș din Punjab, provincie mare din nord-vestul Indiei pe atunci nedivizate. Demonstrația avea ca scop eliberarea a doi lideri populari ai Mișcării Indiene pentru Independență, Satya Pal și Saifuddin Kitchlew, arestați de guvern și închiși într-un loc secret. Ambii erau susținători ai mișcării Satyagraha condusă de Mahatma Gandhi. Un pichet militar a tras în mulțime, ucigând mai mulți protestatari și declanșând un lanț de violențe. În aceeași zi, mai multe bănci și clădiri guvernamentale, inclusiv primăria și gara, au fost atacate și incendiate. Violențele au continuat să crească, culminând cu moartea a cel puțin cinci europeni, printre care civili și angajați au guvernului. Armata a tras în mulțime de mai multe ori în acea zi, ucigând 18–20 de oameni.
Pe durata următoarelor două zile, în Amritsar a fost liniște, dar violențele au continuat în alte părți ale Punjabului. Liniile de cale ferată au fost întrerupte, posturile de telegraf distruse, clădirile guvernamentale arse, și trei europeni uciși. Până la 13 aprilie, guvernul britanic a decis impunerea legii marțiale în mare parte din Punjab. Legislația adoptată a restricționat mai multe drepturi cetățenești, inclusiv libertatea de asociere, interzicând adunarea în grupuri de mai mult de patru persoane.

## Masacrul
La 13 aprilie, mii de oameni s-au adunat în grădinile Jallianwala Bagh de lângă templul de aur din Amritsar, de Baisakhi. Baisakhi este și un festival tradițional în care se sărbătorește începutul sezonului recoltelor prin organizarea de târguri, și deci mulți dintre cei prezenți nu știau de întâlnirea politică.

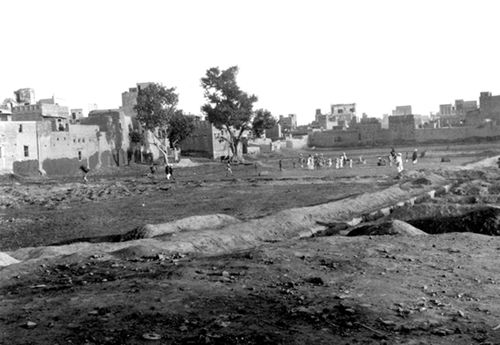
Jallianwalla Bagh în 1919, la câteva luni după evenimente.

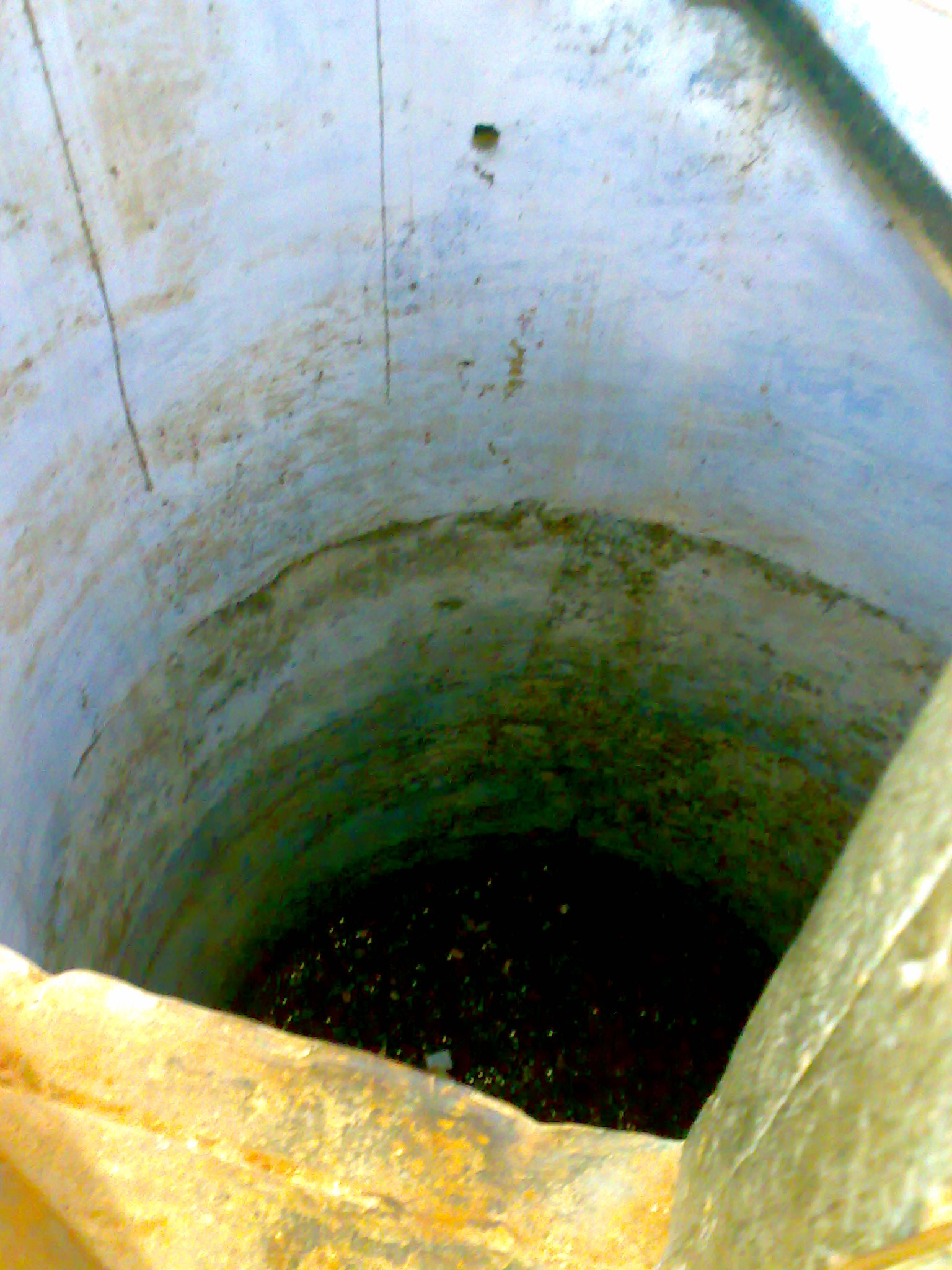
„Puţul martirilor” din Jallianwala Bagh.

La o oră după adunarea oamenilor la 4:30pm, generalul Reginald Dyer a venit în grădini cu un grup de șaizeci și cinci de soldați Gurkha și douăzeci și cinci Baluchi, dintre care cincizeci înarmați cu puști. Dyer adusese și două mașini blindate dotate cu mitraliere, dar acestea au rămas în afara porților grădinii întrucât nu puteau pătrunde prin intrarea îngustă.
Jallianwala Bagh era mărginită din toate părțile de case și clădiri și nu avea decât câteva intrări înguste, majoritatea încuiate permanent. Intrarea principală era relativ mai largă, dar era păzită de soldați și de vehicule blindate. Generalul Dyer a ordonat soldaților să deschidă focul fără avertisment sau ordin de dispersare, și să țintească cele mai dense grupuri ale mulțimii. Focul a continuat, fiind trase în total circa 1.650 de gloanțe, până când muniția aproape că s-a epuizat.
Pe lângă cei care au murit împușcați, mai mulți oameni au murit în învălmășeala de la porțile înguste, sau sărind în fântâna din grădină în încercarea de a scăpa de gloanțe. Conform unei plăci de pe monumentul aflat pe acel loc, 120 de cadavre au fost scoase din fântână.

## Urmări imediate și estimările victimelor
Numărul celor morți împușcați este subiect de dispută. Cifra oficială dată de ancheta britanică este de 379 de morți, dar metodologia folosită în anchetă este deschisă criticilor. Oficialii au primit în iulie 1919 misiunea de a afla cine a fost ucis, la trei luni după masacru, cerând locuitorilor orașului să dea informații despre cine murise. Aceste informații sunt foarte probabil incomplete din cauza temerilor că cei care vor veni cu informații vor fi identificați ca fiind printre cei prezenți în grup. Un funcționar din Punjab intervievat de membrii comisiei a recunoscut că cifra reală ar putea fi mai mare.
Întrucât cifrele oficiale erau foarte probabil greșite, dat fiind numărul de oameni prezenți (15.000-20.000), distanța mică de la care s-a tras, numărul de gloanțe trase și durata focului, Congresul Național Indian a efectuat o anchetă proprie, ajungând la concluzii considerabil diferite de cele ale guvernului. Cifra victimelor dată de INC a fost de peste 1.500 de victime, dintre care 1.000 de morți. În ciuda eforturilor de mușamalizare a masacrului, vestea s-a răspândit în India spre indignarea populației; detaliile masacrului au ieșit la iveală în Regatul Unit abia în decembrie 1919.
La cartierul general, generalul Dyer a raportat superiorilor că s-a „confruntat cu o armată revoluționară”.
Într-o telegramă trimisă lui Dyer, guvernatorul Punjabului, Sir Michael O'Dwyer scria: „Acțiunea dumneavoastră este corectă. Guvernatorul aprobă.”
O'Dwyer a cerut după masacru impunerea legii marțiale în Amritsar și în alte zone, iar viceregele Lord Chelmsford a acceptat.
Dyer a fost chemat să apară înaintea Comisiei Hunter, o comisie de anchetă a masacrului convocată de Secretarul de Stat pentru India Edwin Montagu, la sfârșitul lui 1919. Dyer a recunoscut în fața comisiei că a aflat despre adunarea din Jallianwala Bagh la orele 12:40 în acea zi, dar nu a luat nicio măsură de a o împiedica. El a declarat că s-a dus în grădină cu intenția de a deschide focul în cazul în care găsește o mulțime adunată acolo.
| “ | Cred că era foarte posibil să fi putut împrăștia mulțimea fără a trage dar ei s-ar fi întors și m-ar fi luat în derâdere, și consider că m-aș fi făcut de râs.” — răspunsul lui Dyer în fața comisiei de anchetă Hunter. | ” |

Dyer a spus că ar fi folosit și mitralierele dacă le-ar fi putut introduce în grădină, dar ele erau montate pe mașini blindate. El a spus că nu a încetat focul atunci când mulțimea a început să se împrăștie deoarece a crezut că este de datoria sa să tragă până când mulțimea se împrăștie și că puține focuri trase nu ar fi suficiente. El a continuat să tragă până nu a mai avut muniție.
El a mărturisit că nu a luat nicio măsură pentru a îngriji răniții; el a răspuns: „Categoric, nu. Nu asta era treaba mea. Spitalele erau deschise și se puteau duce acolo.”.
Comisia Hunter nu a dat nicio pedeapsă penală sau disciplinară lui Dyer deoarece acțiunile lui fuseseră tolerate și incurajate de diverși superiori (și ulterior susținute de Consiliul Armatei). El a fost găsit vinovat de o înțelegere greșită a îndatoririlor sale și a fost demis de la comanda unității sale.